# Kwot
Kwot „Duch” - najwyższy bóg-stwórca u Nuerów, objawia się w deszczu i burzy.